# Jaara-Baby
Das Jaara-Baby stammte von Aboriginesstamm der Jaara ab (auch Dja Dja Wurrung genannt), das im Alter von nicht mehr als 18 Monaten zwischen 1840 und 1870 starb. Gefunden wurde es 1904. Der Fund war insofern einmalig, da mehr als 130 Grabbeigaben enthalten waren, die sowohl aus europäischer als auch indigener Herkunft stammen. Die Knochen und Artefakte wurden seinerzeit dem Museum Victoria übergeben, dem heutigen Melbourne Museum, das sie 99 Jahre in vier Schubladen aufbewahrte. Erst 2003 wurde der gesamte Fund unter großer Medienresonanz an Gary Murray von den Dja Dja Wurrung übergeben. 

## Fund
Gefunden wurde das Jaara-Baby, das vermutlich weiblichen Geschlechts war, am 10. September 1904 bei Charlton, Victoria in Australien. Es war ein europäischer Holzfäller, der es in einem Baumstamm mit den reichhaltigen Grabbeigaben fand. Das Baby und die Beigaben waren in einem Bündel von einem Possumfell umwickelt und mit rotem Ocker gesprenkelt. Unter den Grabbeigaben waren traditionelle Aborigines-Spielzeuge aus Emu-Federn, ein Hüftgürtel und weitere europäische Artefakte, darunter ein Beil und ein Messer. Des Weiteren waren ein Geschirrfragment, ein Knopf und ein winziger Lederschuh dabei.
Über den Fund wurde damals ausführlich in der lokalen Presse berichtet und er kam ins Museum. Erst eine Aborigines-Cooperative in Horsham machte 1994 wieder auf das Jaara-Baby im Museum aufmerksam.
Der australische Anthropologe Alan West hält den Fund für das bedeutendste kulturelle Material der Aborigines, das in Australien an einer indigenen Beerdigungsstätte gefunden wurde. Die meisten Artefakte davon sind selten, ein oder zwei sind unüblich und eines ist gänzlich einmalig. Als einmalig bezeichnet West den Gürtel, der der Aufnahme von Werkzeugen und Waffen diente, ein derartiges Stück wurde bislang nirgendwo in Victoria gefunden.

## Herkunft
Die Herkunft des Kleinkinds konnte nicht bestimmt werden. Beerdigt wurde es zwar entsprechend den Beerdigungsriten der Aborigines, aber Zweifel an seiner indigenen Herkunft bestehen wegen der europäischen Grabbeigaben.
Gary Murray, der Vorsitzende des Northwest Region Aboriginal Cultural Heritage Board und ein Mitglied des Stammes der Dja Dja Wurrung, nimmt wegen der reichhaltigen Grabbeigaben an, dass es sich um ein Kind eines Elders oder Stammesführers handeln könnte. Die europäischen Beigaben könnten aus den damaligen herrschenden kriegerischen Auseinandersetzungen zwischen den Aborigines und Europäern stammen.

## Wiederbeisetzung
Vor der Beisetzung im Jahre 2003 wurde allgemein das Bestatten der Knochen akzeptiert, aber die Ablage der historischen Grabbeigaben von Wissenschaftlern als Vandalismus bezeichnet, da diese Artefakte für die Wissenschaft und für alle Australier unwiederbringlich verloren seien.
Eine Trennung von menschlichen Überresten und Grabbeigaben lehnten die Aborigines mit der Begründung ab, dass es hierfür kein „moral, cultural, political or scientific argument“ (deutsch: „kein moralisches, kulturelles oder wissenschaftliches Argument“) geben würde und es ihren Gepflogenheiten widerspräche. Grundsätzlich ist anzumerken, dass entsprechend dem Artikel 12, Absatz 2 der United Nations Declaration on the Rights of Indigenous Peoples einer indigenen Bevölkerung das Recht auf „repatriation of ceremonial objects and human remains“ zugestanden ist.
Einige Tage nach der Übergabe am 10. September 2003 wurde das Jaara-Baby mit allen Artefakten in einer traditionellen Zeremonie in Gegenwart des Bürgermeisters von Melbourne John So beigesetzt, etwa einen Kilometer vom ursprünglichen Bestattungsort entfernt.